# Ondokuzmayıs

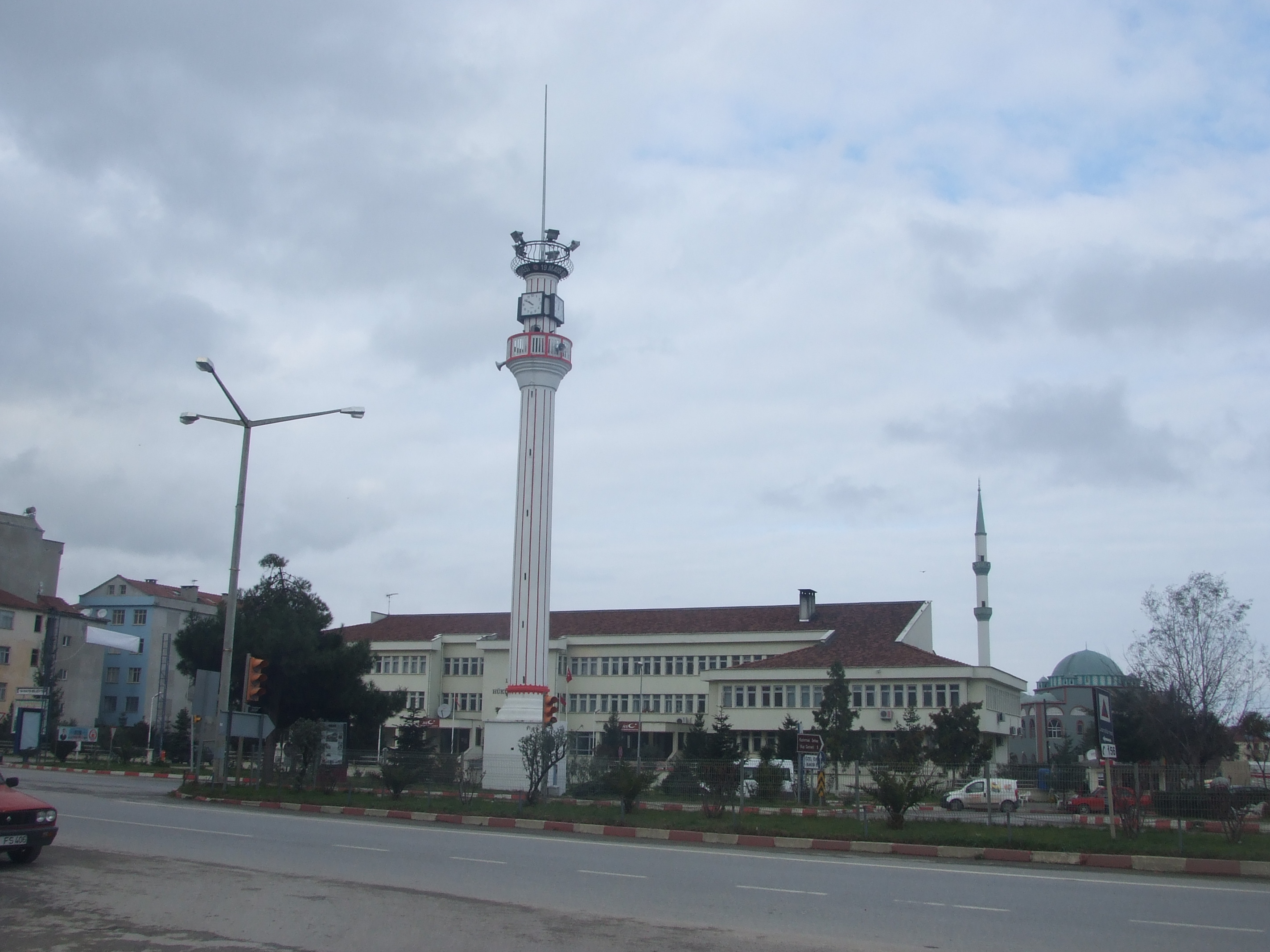
19 Mayıs Clock Tower

Ondokuzmayıs est une ville et un district de la province de Samsun dans la région de la mer Noire en Turquie.